# Atheist Bus Campaign
O Atheist Bus Campaign  ou Campanha do Autocarro Ateu é a denominação de uma campanha publicitária que dá apoio ao pensamento livre e ao ateísmo,  caracterizada pelo slogan "Provavelmente Deus não existe. Agora pare de se preocupar e aproveite sua vida", idealizado e realizado em junho de 2008 pela jornalista britânica Ariane Sherine pelo uso de meios publicitários em ônibus e em outros meios de transporte público. A iniciativa, criada a pensar em cidades como Londres, alcançou uma maior difusão graças ao impulso de diversas organizações, como a Associaçao Humanista Britânica, sendo alargada a campanha para outras cidades do Reino Unido e também a nível internacional, com a contratação, desde novembro de 2008, nos meios de transporte de Washington DC, nos Estados Unidos e desde janeiro de 2009, nas cidades espanholas de  Barcelona, Madri e Valência. Organizações de campanhas equivalentes vêm sendo anunciadas na Itália e na Austrália.

## História da Campanha
A campanha teve origem em 20 de junho de 2008 com a publicação de um artigo de opinião no jornal The Guardian da jornalista e escritora britânica Ariane Sherine, titulado Atheists – gimme five. Since when is it OK to spread the fear of God from the side of a bus? Let's get together and distribute reassurance (trad.livre:Ateístas - dêem-me cinco. Desde quando está certo espalhar o temor de Deus do lado de um ônibus?  Vamos nos juntar e distribuir tranquilidade).  No artigo, Sherine expressou sua reação depois de observar cartazes publicitários de cristãos evangélicos nos ônibus de Londres, dentre eles um que dizia:
Mas o filho do homem, quando vier, será que vai encontrar fé sobre a terra? (Lucas 8:18)

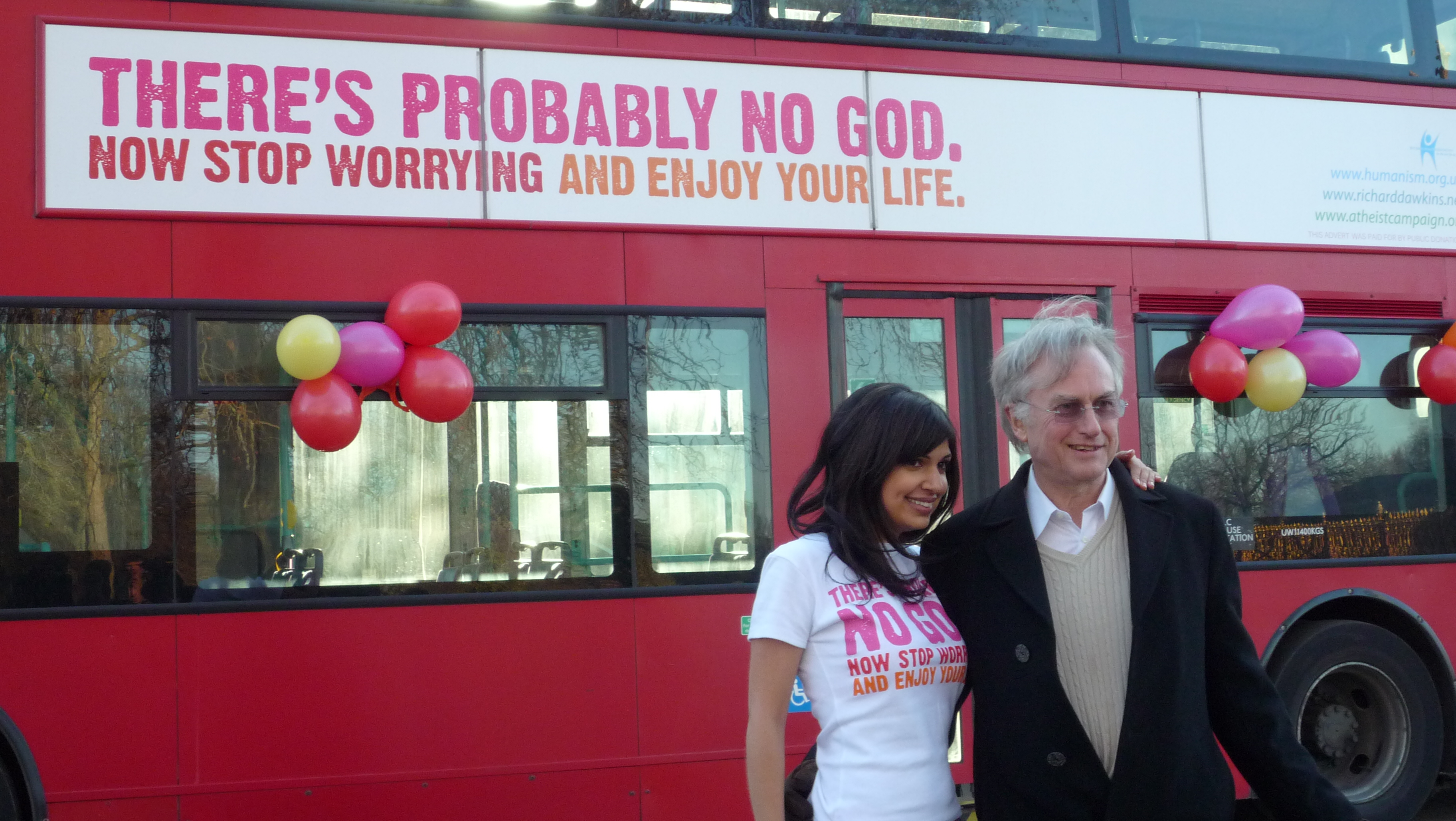
Ariane Sherine e Richard Dawkins junto a um ónibus de Londres com o slogan da campanha

Sherine disse que ao consultar o site dos promotores da campanha encontrou uma nova mensagem que considerava ameaçadora para os descrentes: "Você será condenado à separação eterna de Deus e então passará toda a eternidade em tormento no inferno. Jesus falou sobre isso como um lago de fogo que foi preparado para o diabo e todos os seus anjos (espíritos demoníacos)" (Mateus 25:41 ).
A campanha contava com a permissão das autoridades e o custo de contratação de duas semanas de espaço publicitário era de cerca de 23.400 libras esterlinas. Ariane Sherine então propôs uma coleta (cinco libras por pessoa) para poder espalhar a seguinte mensagem: Provavelmente Deus não existe. Agora pare de se preocupar e aproveite sua vida. Sherine explicou a importância do advérbio "provavelmente" para obter a autorização e acrescentou haver outra razão para o "provavelmente":  o slogan é mais exato, uma vez que, apesar de não existirem provas científicas da existência de Deus, também é impossível provar que Deus não existe (ou que nada existe). Como Richard Dawkins afirma , dizer "não existe Deus" é adotar uma posição de "fé", mas "os ateus não têm fé; e a razão, por si só, não poderia levar uma pessoa à convicção total de que algo definitivamente não existe".

A proposta de Sherine foi bem acolhida e estruturada para dar lugar à criação de uma página da web, apresentada em 21 de outubro de 2008, em tempo de um segundo artigo de Sherine, em que se fazia um pedido formal para a coleta de onze mil libras para contratar uma campanha em ônibus londrinos com o objetivo de
| “ | (...)dar ao ateísmo uma presença mais visível no Reino Unido, gerar debates, alegrar o dia das pessoas ao caminho do trabalho e encorajar mais pessoas a declarar-se ateus. | ” |

Sob a administração da Associação Humanista Britânica e com o apoio financeiro de Richard Dawkins, o montante solicitado poderia ser recolhido no prazo de dez horas, e chegou ao valor de cem mil libras uma semana depois.
Inspirada no êxito britânico, a American Humanist Association acelerou no verão de 2008 os planos para uma campanha equivalente nos Estados Unidos, que seria lançada em maior escala no dia 11 de novembro de 2008 no transporte público de Washington DC. A campanha não só se estendeu a centenas de ônibus, mas também  aos meios de comunicação publicitária ao serviço do metrô de Washington, exibindo um slogan original: "Why believe in a god? Just be good for goodness' sake", que poderá ser traduzido livremente como "Porquê acreditar num deus? Seja apenas bom, por amor de deus".
Em janeiro de 2008, os organizadores da iniciativa de Ariane Sherine confirmaram a contratação de duzentos ônibus em quatro linhas de Londres e outros seiscentos em várias cidades britânicas, anunciaram a extensão da campanha para metros e outros suportes populares, como os ecrãs gigantes na frente do Bond Street Station, Oxford Street, chegando a países como a Espanha, onde foi anunciada a contratação da campanha nos ônibus de Barcelona, Madri e Valência, e em Itália e na Austrália.

## Campanha no Brasil

Os quatro cartazes que seriam divulgados nos ônibus

A exemplo de várias iniciativas que ocorreram no mundo, a Associação Brasileira de Ateus e Agnósticos (Atea) programou os cartazes em ônibus urbanos em Salvador, escolhido por causa do nome da cidade, Porto Alegre, escolhida por causa da percepção da justiça gaúcha ser pioneira na análise de temas polêmicos, e São Paulo.
O mote da campanha é a frase "Diga não ao preconceito contra ateus". Essa frase aparece em quatro peças diferentes com imagens e frases polêmicas; em uma delas, Charles Chaplin e Adolf Hitler aparecem junto da frase "Religião não define caráter";  em outra, com a frase "A fé não dá respostas. Ela só impede perguntas"; ainda "Somos todos ateus com os deuses dos outros", e, junto com uma foto do atentado de 11 de Setembro de  2001, a frase "Se Deus existe, tudo é permitido".
A campanha foi barrada por empresas de ônibus de Salvador e São Paulo, mesmo depois de contratos assinados, sob a alegação de que a mesma poderia violar leis de publicidade em espaços públicos. Em Porto Alegre, a Associação dos Transportadores de Passageiros afirmou que a legislação municipal proíbe a divulgação de peças de conteúdos religiosos. Daniel Sottomaior, presidente da Atea, disse que esse barramento era fruto de preconceito contra os ateus.
Mesmo assim, foram colocado outdoors nas ruas com os dizeres "religião não define caráter", com a foto de Charles Chaplin como ateu e Adolf Hitler como quem acreditaria em deus, e outros com a frase "A fé não dá respostas. Só impede perguntas" foram exibidos em Porto Alegre entre os dias 4 e 17 de julho de 2011. Os outros outdoors foram exibidos na outra quinzena. Foi a primeira campanha ateísta no Brasil.